# Louis Tybalt
Pour les articles homonymes, voir Tybalt.
Louis Tybalt est un scénariste et dessinateur français de bande dessinée.

## Biographie
Il commence sa carrière en fournissant des dessins à La Lanterne et à La Caricature.
Il collabore plus tard avec L'Épatant. Pendant la Première Guerre mondiale, il prend parfois le relais de Louis Forton mobilisé pour compléter les planches des Pieds nickelés. Il est l'auteur des Aventures comiques et véridiques d'Amadhou Sanfeu, tirailleur sénégalais.
Il fournit aussi des dessins à :
- Fillette
- L'Intrépide
- Le Pêle-Mêle
- Le Petit Illustré
- Le Bon Vivant
- Le Pompon
- La Chronique amusante